# Ittiri
Ittiri är en ort och kommun i provinsen Sassari i regionen Sardinien i Italien. Kommunen hade 8 541 invånare (2017).